# Rajella barnardi
Rajella barnardi is een vissensoort uit de familie van de Rajidae. De wetenschappelijke naam van de soort is voor het eerst geldig gepubliceerd in 1935 door Norman.